# Fissidens crispus
Fissidens crispus är en bladmossart som beskrevs av Montagne 1838. Fissidens crispus ingår i släktet fickmossor, och familjen Fissidentaceae. Inga underarter finns listade i Catalogue of Life.